# Слободан Йованович
Слободан Йованович (на сръбски: Слободан Јовановић) е сръбски политически и държавен деец, учен (професор, юрист, историк), книжовник и общественик. Бил е председател на Сръбската кралска академия.
Роден е на 3 декември (стар стил 21 ноември) 1869 г. в Нови Сад в семейството на политика Владимир Йованович и Йелена. През лятото на 1872 г. той и семейството му се местят в Белград. През 1879 г. постъпва в Първа белградска гимназия.
След като на 29 септември 1890 г. завършва право в Женева, Йованович постъпва на дипломатическа служба през 1892 г. Служи няколко години като аташе в сръбската дипломатическа мисия в Константинопол от 1893 г., след което се отдава на научна дейност. От 1897 до 1939 г. е професор в Белградския университет, дългогодишен декан на Юридическия факултет, 2 пъти е бил заместник-ректор.
През Втората световна война Йованович е член на югославското правителство в изгнание. От 27 март 1941 до 9 януари 1942 г. е вицепремиер на Югославия. От 1941 до 1942 г. е министър на правосъдието на Югославия. От 11 януари 1942 до 26 юни 1943 г. е министър-председател на югославското емигрантско правителство в Лондон, както и министър на вътрешните работи и представител на министъра на външните работи на Югославия. Той е министър-председател, министър на вътрешните работи и представител на министъра на армията, военноморския флот и военновъздушните сили на Югославия от 9 януари 1942 до 2 януари 1943 г. Втори заместник-председател е на Министерския съвет от 26 юни до 10 август 1943 г.
Осъден е задочно на 20 години затвор след края на Втората световна война през юли 1946 г.
Почива на 12 декември 1958 г. в 6:30 сутринта в Лондон.

## Някои трудове
- „Светозар Маркович“, 1903
- „Макиавели“
- „Политически и правни изследвания“
- „Водачи на Френската революция“
- „Сръбско-българска война“, 1901